# Exekutiv-Yuan

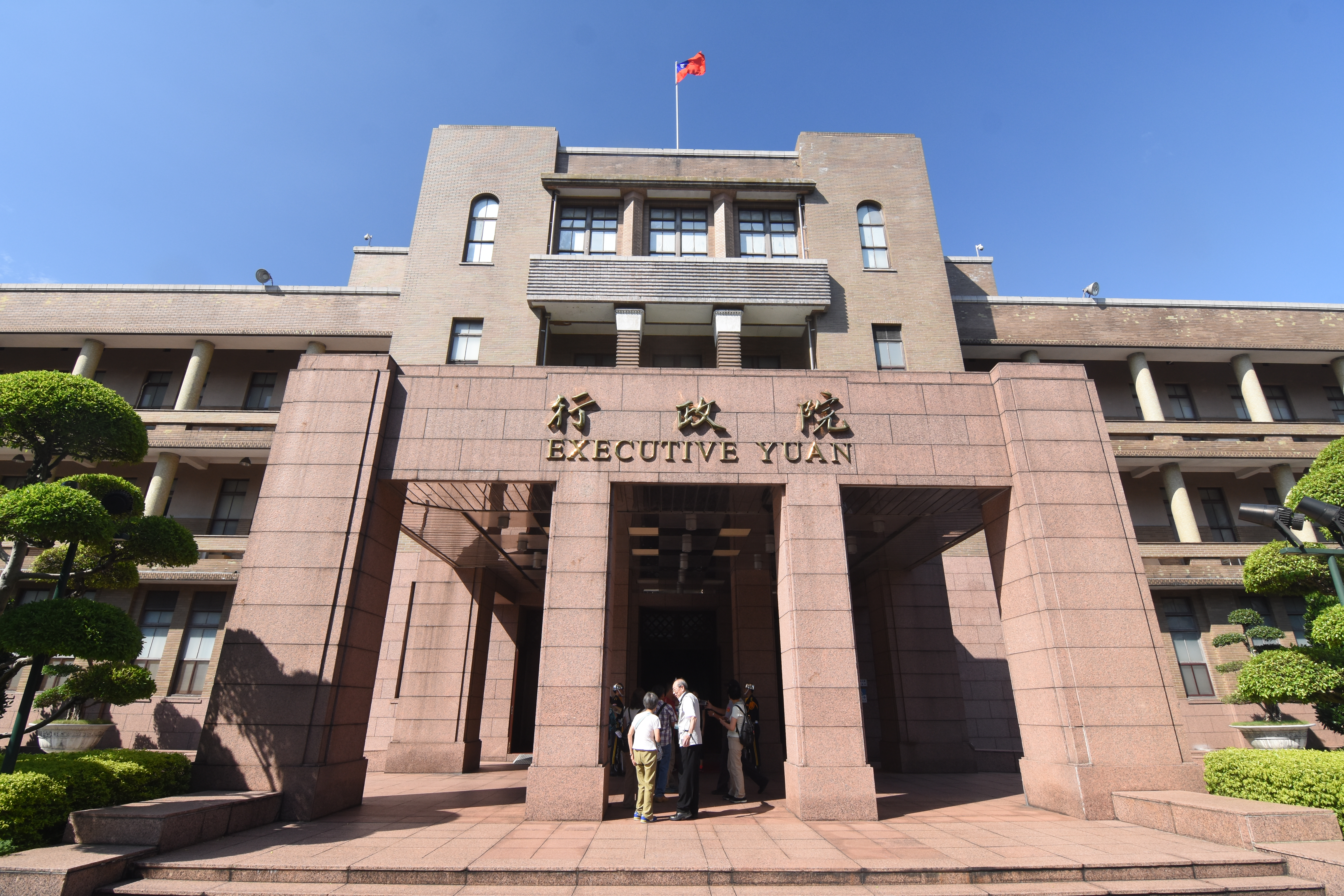
Sitz des Exekutiv-Yuans in Taipei

Der Exekutiv-Yuan (chinesisch 行政院, Pinyin Xíngzhèng Yuàn – „Exekutiver Gerichtshof“) ist einer der fünf Yuans (Staatsräte) der Republik China auf Taiwan in Taipeh, die Exekutive der Regierung und vergleichbar mit einem Kabinett. Außerdem gibt es Yuans für die Legislative, Judikative, Kontrolle und die Prüfung.

## Organisation und Struktur
Der Exekutiv-Yuan wird vom Premierminister (chinesisch [中華民國]行政院院長, Pinyin [Zhōnghuámínguó] Xíngzhèng Yuàn Yuànzhǎng – „Vorsitzender des Exekutiv-Yuans [der Republik China]“) geführt. Dieser hat die Funktion eines Regierungschefs und ist daher auch als Premierminister ([台灣]閣揆,  [Táiwān] Gékuí) bekannt. Weiters hat das Gremium einen Vizepräsidenten und vierzehn Kabinettsminister als Mitglieder, dazu eine Reihe von Kommissionsvorsitzenden und fünf bis neun Minister ohne Zuständigkeit. Der Vizevorsitzende, die Minister und die Vorsitzenden werden auf Vorschlag des Premierministers vom Präsidenten ernannt. Die Gründung des Exekutiv-Yuans hat ihren Ursprung in den Drei Prinzipien des Volkes des Staatsgründers Sun Yat-sen und wurde verfassungsgemäß über die Jahre angepasst, um die rechtliche Situation in Taiwan abzubilden.
Derzeitiger Premierminister ist seit dem 20. Mai 2024 der DPP-Politiker Cho Jung-tai.

### Ministerien
- Inneres (內政,  Nèizhèng)
- Äußeres (外交,  Wàijiāo)
- Landesverteidigung (國防,  Guófāng)
- Finanzen (財政,  Cáizhèng)
- Bildung (教育,  Jiàoyù)
- Justiz (法務,  Făwù)
- Wirtschaft (經濟,  Jīngjì)
- Verkehr (交通,  Jiāotōng)
- Gesundheit und Soziales (衛生福利,  Wèishēng Fúlì)
- Kultur (文化,  Wénhùa)
- Arbeit (勞動,  Láodòng)
- Umwelt (環境,  Huánjìng)
- Landwirtschaft (農業,  Nóngyè)
- Digital (數位發展,  Shùwèi Fāzhǎn)

## Besetzung durch Demonstranten 2014
Am Abend des 23. März 2014 wurde das Gebäude des Exekutiv-Yuans während der Sonnenblumen-Bewegung, einer studentischen Protestbewegung gegen ein umstrittenes Handels- und Dienstleistungsabkommen zwischen Taiwan und China im Zuge des Rahmenabkommens über Wirtschaftliche Zusammenarbeit (ECFA) kurzzeitig von Demonstranten besetzt. Das Gebäude wurde am frühen Morgen des folgenden Tages durch die Polizei geräumt, wobei es zu gewaltsamen Zusammenstößen kam.